# Conflit dans l'État d'Arakan (depuis 2016)
Ne doit pas être confondu avec Conflit dans l'État d'Arakan (2012).
Conflit armé birman
Le conflit dans l'État d'Arakan, aussi appelé crise des Rohingya, est un conflit armé situé dans l'État d'Arakan en Birmanie, entre les forces militaires birmanes et les forces armées rohingya de l'Armée du salut des Rohingya de l'Arakan. Ce conflit a démarré en octobre 2016, mais il fait écho au conflit de 2012 et aux insurrections (en) des populations rohingya qui existent durant une grande partie du XXe siècle.
Depuis 2016, le conflit aurait fait plusieurs milliers de morts et a amené une partie de la population Rohingya à fuir l'État d'Arakan en Birmanie pour se réfugier à l'étranger. On compte 950 000 réfugiés, principalement installés dans des campements au Bangladesh. Pour ces faits, le gouvernement birman fait l'objet d'accusations de génocide.

## Chronologie

### 2016
Face aux persécutions, des organisations armées se forment, comme en octobre 2016, l'Armée du salut des Rohingya de l'Arakan (ARSA). En octobre 2016, des postes frontières sont attaqués, ce qui provoque de féroces représailles de la part de l'armée : viols, tortures et massacres. La situation réelle sur place reste difficile à évaluer, puisque la Birmanie interdit aux Nations unies et aux ONG l'accès du nord de l'Arakan où 150 000 personnes dépendent de leurs distributions alimentaires. Elle n'a autorisé leur retour qu'à la fin d'octobre 2017.
En décembre 2016, l'Organisation internationale pour les migrations estime à environ 30 000 le nombre de Rohingya qui doivent fuir au Bangladesh, à la suite des violences en Birmanie, entre octobre et décembre 2016.
De nombreux Rohingyas subissent par ailleurs des arrestations arbitraires, y compris des enfants, certains d'entre eux seront condamnés à mort pour leurs responsabilités dans les attaques organisées par les milices rohingyas d'octobre 2016.

### 2017
Le 25 août 2017, l'Armée du salut des Rohingya de l'Arakan (ARSA) lance des attaques avec au moins 150 hommes contre une trentaine de postes frontières et de postes de police,. Selon l'armée birmane, douze membres des forces de sécurité et 59 insurgés sont tués. Selon Amnesty International, 53 villageois hindous, dont 20 hommes, 10 femmes et 23 enfants, sont également massacrés par des hommes de l'ARSA à Kha Maung Seik, près de Maungdaw, le 25 août 2017,. Et le même jour, 46 autres villageois sont portés disparus au village voisin de Ye Bauk Kyar et pourraient également avoir été tués par l'ARSA,. Ces attaques entraînent de féroces représailles contre les rohingyas, menées par les 33e et 99e divisions de l'armée birmane. Des villages entiers sont incendiés. Le 27 août, les soldats de la 33e division massacrent 200 personnes et commettent de nombreux viols dans le village de Chut Pyin. Le 30 août, la 99e division assassine à son tour par balles ou à la machette 200 civils à Min Gyi ; les femmes sont obligées d'observer le massacre des hommes, avant d'être violées, puis égorgées ou tués à coups de crosse. Un autre massacre de civils a lieu le même jour dans le village de Tula Toli. Le 1er septembre, l'armée birmane affirme que les combats font plus de 400 morts, dont 370 rebelles, 13 militaires ou policiers et 14 civils. Le projet Arakan, une organisation de défense des droits des Rohingyas, évoque pour sa part près de 130 morts, dont des femmes et des enfants. Selon l'ONU, en seulement huit jours, près de 90 000 personnes gagnent le Bangladesh, où plus de 400 000 réfugiés rohingyas sont présents le 16 septembre; mais le pays ne veut pas en accueillir davantage et ferme sa frontière, bloquant ainsi 20 000 civils. L'organisation revoit d'ailleurs à la hausse le bilan fourni par les autorités birmanes, évoquant début septembre un bilan humain potentiellement supérieur à 1 000 morts. La situation d'extrême insécurité qui règne dans les villages rohingyas de l'Arakan, mais aussi l'attitude hostile de l'administration birmane envers elles ont obligé plusieurs ONG, mais aussi le Programme alimentaire mondial à cesser leurs activités dans ces zones.
Fin octobre, la situation des Rohingyas demeurait toujours critique : alors que l'ONU estime que près de 603 000 réfugiés rohingyas ont fui au Bangladesh depuis le début des affrontements deux mois plus tôt,, le pape François avance quant à lui le chiffre de 800 000 réfugiés. En tout près d'un million de rohingyas se trouveraient au Bangladesh, en comptant ceux déjà présents dans les camps de réfugiés avant les violences du mois d'août et qui fuyaient les persécutions anciennes dont cette minorité fait l'objet. Une situation que l'ambassadeur du Bangladesh à l'ONU décrit comme « intenable » pour son pays, qui envisage de stériliser les femmes rohingyas afin d'éviter une explosion démographique et qui cherche également, en concordance avec les autorités birmanes, à rapatrier une partie des réfugiés rohingyas dans l'état d'Arakan. Un retour périlleux pour les Rohingyas, qui ont vu le riz cultivé dans leurs champs abandonnés être récoltés par l’État birman, et qui pour la très large majorité d'entre eux ne possèdent aucun document officiel attestant qu'ils vivaient dans l'état d'Arakan avant le début des violences étant donné leur apatridie.
Le 6 septembre 2017, au cours d'un entretien téléphonique avec le président turc Recep Tayyip Erdoğan, Aung San Suu Kyi, dirigeante de facto du gouvernement civil (mais qui ne contrôle pas l'armée), a dénoncé la couverture médiatique internationale faite au sujet de la crise en Arakan, y voyant un parti pris pro-rohingya et présentant celle-ci comme un « iceberg de désinformation », orchestré par des « terroristes rohingyas », dans le but de diaboliser le régime birman.
En novembre 2017, un plan proposé par la Chine visant à résoudre la crise des Rohingyas est approuvé par le Bangladesh et la Birmanie. À la fin du mois, le Bangladesh compte 620 000 réfugiés rohingyas présents sur son territoire,.
Le 14 décembre 2017, l'ONG MSF tire la sonnette d'alarme à propos de la situation humanitaire des Rohingyas et estime que 6 700 d'entre eux ont été tués en un mois de combats entre le 25 août et le 24 septembre 2017,.
Le 14 décembre 2017, à la suite d'une résolution soumise par l'Organisation de la coopération islamique (OCI), l'Assemblée générale de l'ONU appelle la Birmanie à cesser son opération militaire contre les Rohingyas, à autoriser l'envoi d'un émissaire et de travailleurs humanitaire, à faciliter le retour des réfugiés et à doter cette minorité d'un statut de citoyenneté à part entière.

### 2018
Le 7 janvier 2018, les forces birmanes ont subi une embuscade tendue par des rebelles rohingyas, faisant plusieurs blessés. C'est la première opération de ce genre depuis août 2017.
Le même mois, l'armée birmane reconnaît que des forces de sécurité et des villageois ont tué et enterré dans une fosse commune dix civils en septembre 2017. Aung San Suu Kyi salue l'enquête de l'armée et indique qu'une telle situation n'est plus d'actualité.
Des photos prises par l'ambassadeur de l'UE ainsi que des clichés satellitaires publiés par Human Rights Watch (HRW) en février 2018 indiquent que des dizaines de villages ont été rasés autour de la ville de Maungdaw, épicentre des violences ; le gouvernement birman affirme que ces opérations ont été réalisées dans la perspective de rapatriements,. Mais Amnesty International rapporte qu'à l'emplacement de ces villages disparus sont construites des installations pour les forces armées birmanes.
En septembre 2018, deux journalistes locaux de l'agence Reuters, arrêtés pour détention de documents relatifs aux opérations militaires en Arakan, sont condamnés à sept ans de prison par un tribunal de Rangoon pour « atteinte au secret d’État ». À la suite de pressions internationales, les deux journalistes de Reuters sont graciés le 7 mai 2019 par le président birman.

### 2020
L'armée d'Arakan a frappé un avant-poste temporaire de la Tatmadaw au mont Mayu près du village d'Inn Din (en) et un avant-poste de la police des gardes-frontières près du village d'Ahtet Nan Yar du canton de Rathedaung le 26 octobre. Le porte-parole de l'armée, le général de division Zaw Min Tun, a déclaré qu'ils avaient subi des pertes, sans préciser le nombre de morts. L'armée d'Arakan a annoncé un cessez-le-feu unilatéral fin novembre afin que les élections générales, qui avaient été annulées auparavant dans neuf cantons du nord de l'État d'Arakan, puissent avoir lieu d'ici la fin de l'année. La Tatmadaw a également entamé un dialogue, les affrontements ayant cessé après les élections.

### 2021
Le 1er janvier 2021, à la suite de négociations avec la Tatmadaw, l'armée d'Arakan a libéré les candidats de la LND qu'elle avait enlevés en octobre 2020, ainsi que trois soldats. L'armée d'Arakan a également demandé la libération de politiciens et de civils de Rakhine ainsi que de ses propres membres. Bien que la Tatmadaw et l'armée d'Arakan aient soutenu les élections dans le nord de Rakhine, le gouvernement de la LND a par la suite exprimé sa réticence à les organiser, déclarant qu'il n'y avait pas de garanties de sécurité de part et d'autre.
Le 11 mars, la junte militaire du Conseil d'administration de l'État installée à la suite du coup d'État de février 2021 retire l'Armée d'Arakan de la liste des groupes terroristes du Myanmar, citant la décision de l'organisation, fin 2020, de mettre fin à ses attaques et d'encourager la paix. L'Alliance du Nord, composée de l'Armée d'Arakan, de l'Armée de libération nationale Ta'ang et de l'Armée de l'Alliance démocratique nationale du Myanmar, a toutefois averti le 30 mars qu'elle se joindrait aux manifestants pour s'opposer au coup d'État si l'armée ne cessait pas de les attaquer, mettant ainsi le cessez-le-feu en péril.
Le chef de l'armée d'Arakan, Twan Mrat Naing, a déclaré en avril 2021 qu'il ne souhaitait pas que les manifestations contre le coup d'État s'étendent à l'État de Rakhine, estimant que cela pourrait compromettre les négociations entre ses forces et la Tatmadaw. Cependant, il a également exprimé sa sympathie pour les civils tués par la Tatmadaw et a promis d'« aider chaque groupe ethnique à atteindre ses objectifs politiques ». Dans le cadre des efforts de paix, 10 prisonniers de l'ethnie Rakhine, dont trois parents de Naing, ont été blanchis de toutes les accusations liées à la saisie d'explosifs à Mandalay et ont été libérés le 9 juin.
Six officiers militaires capturés lors d'affrontements ont été libérés par l'armée de l'Arakan le 16 juin, dans le village de Kyauk Kyak du canton de Mrauk-U. Un jour plus tard, 17 policiers et soldats enlevés sur le ferry Shwe Nadi sur la rivière Mayu en octobre 2019 ont été libérés par le groupe près du village de Taintaungpyin dans le township de Buthidaung.
Le 27 juin, l'armée de l'Arakan a désarmé plus de 20 policiers stationnés dans un avant-poste temporaire du temple du Bouddha Mahamuni dans le canton de Kyauktaw, après l'avoir encerclé. Le stationnement des forces de police dans le temple avait été une source de conflit. Le porte-parole du groupe a déclaré par la suite que la situation avait été résolue pacifiquement.
L'armée de l'Arakan et son aile politique, la Ligue unie de l'Arakan (ULA), ont commencé à affirmer leur contrôle administratif sur la région depuis le coup d'État, en émettant des ordonnances de maintien à domicile le 20 juillet en réponse à la pandémie de Covid-19, en plus d'annoncer la mise en place d'un mécanisme de règlement des différends et de demander aux civils de signaler les crimes à l'ULA le 1er août. En réponse, la Tatmadaw a commencé à renforcer ses effectifs dans l'État, à multiplier les inspections des maisons la nuit et à tenir une liste des visiteurs extérieurs à Rakhine. Pe Than, ancien député du canton de Myebon au Pyithu Hluttaw, a déclaré à Radio Free Asia en septembre 2021 que l'armée d'Arakan contrôlait 80 % de la région tandis que le système administratif de la junte s'était effondré.
Des affrontements entre l'armée de l'Arakan et la Tatmadaw ont éclaté le 9 novembre, pour la première fois depuis l'entrée en vigueur du cessez-le-feu, au nord de Maungdaw. Le groupe accuse la Tatmadaw d'avoir provoqué les combats en pénétrant dans une zone qu'il contrôle, mais les militaires nient s'être heurtés à eux, affirmant n'avoir combattu que l'ARSA.

### 2023
Trois commandants de l'Armée de libération de l'Arakan ont été assassinés à Sittwe le 4 janvier 2023, dont le commandant en chef Khaing Soe Mya et le commandant du bataillon 101 Khaing Kyaw Soe. Le groupe a accusé l'armée de l'Arakan, qui a nié toute implication. Le 1er juillet, trois autres membres de l'ALP sont assassinés à Sittwe, dont le vice-président de l'ALP Khaing Ni Yaung, le commandant du bataillon 1 Khaing Kyaw Min et un soldat. L'ALP accuse l'AA d'être à l'origine de cet assassinat, ce que le groupe rejette.
L'armée de l'Arakan a lancé des attaques contre les avant-postes de la police des frontières dans le canton de Rathedaung dans le cadre de l'opération 1027 le 13 novembre 2023, avant d'étendre ses attaques contre les forces de la junte à d'autres villes. Selon les rapports des AA, les forces de la junte avaient abandonné près de 40 avant-postes le lendemain, entraînant la mort de 34 soldats de la junte et de six combattants des AA. Le groupe s'est emparé du canton de Pauktaw le 16 novembre, mais le Tamatdaw l'a repris le même jour. Le 23 novembre, le groupe avait capturé dix bases. Le 14 décembre, il déclare avoir capturé 142 positions militaires au cours de l'offensive. Le groupe s'empare du camp militaire de Taw Ma Taung dans le canton de Mrauk-U le 25 décembre et du poste de police du district de Mrauk-U le lendemain.

### 2024
Le 8 janvier 2024, l'armée d'Arakan s'empare de la base de Taung Shey Taung dans le canton de Kyauktaw après la reddition d'environ 200 soldats. Pendant ce temps, elle intensifie son offensive dans le canton de Paletwa dans le cadre de l'opération 1027 et affirme avoir capturé toutes les bases de la junte à l'ouest de Paletwa, 255 soldats de la junte ayant fui en Inde. L'AA attaque également la base navale de Danyawaddy dans le canton de Kyaukphyu, qui est la principale base navale de la junte dans le sud de Rakhine, et capture un avant-poste de la junte dans le canton de Mrauk-U.
Le 10 janvier, l'armée d'Arakan attaque le bataillon d'infanterie légère 539 et le bataillon d'artillerie 377 stationnés près du village de Kan Sauk dans le canton de Kyauktaw. Elle s'empare de la base du bataillon d'artillerie 377 sur l'autoroute Sittwe-Yangon le 14 janvier, puis du bataillon d'infanterie légère 539 le 16 janvier après la reddition de près de 300 soldats du bataillon. Le 14 janvier, le groupe s'empare du canton de Paletwa et le déclare « zone exempte de conseil militaire ». Le gouvernement indien annonce entre-temps un projet de clôture de la frontière indo-myanmar en réponse à la fuite de plus de 600 soldats du Tatmadaw vers l'Inde, l'armée d'Arakan ayant repris son offensive.
Le 24 janvier, l'armée d'Arakan a repris Pauktaw, concluant une bataille de trois mois. Entre-temps, au moins 229 membres de la police des frontières ont fui au Bangladesh au milieu de la reprise des combats. Le 5 février, une Bangladaise et un Rohingya ont été tués par un obus de mortier tombé à la frontière de Ghumdum à Bandarban, qui aurait été tiré par les forces birmanes.
L'armée de l'Arakan déclare avoir vaincu les bataillons d'infanterie légère 379 et 541 le 6 février, prenant le contrôle effectif du canton de Minbya. Le lendemain, elle s'empare du canton de Kyauktaw, tout en ayant saisi plus de 170 bases de la junte. Le 8 février, l'armée de l'Arakan déclare avoir pris le contrôle total du canton de Mrauk-U après avoir capturé la base du bataillon de police 31,. En réponse aux succès du groupe, la junte fait sauter des ponts dans le canton de Kyauktaw et à Sittwe.
Le 15 février, l'armée d'Arakan s'empare du canton de Myebon. Le 16 février, les forces de la Tatmadaw se retirent de la ville de Ma-ei dans le canton de Taungup, permettant à l'armée d'Arakan d'en prendre le contrôle. Le 22 février, le groupe s'empare du poste de police de Myoma dans le canton de Ponnagyun. Il affirme également avoir tué environ 80 soldats dans le canton de Ramree lors des affrontements du 24 au 26 février. Le 5 mars, il s'empare du canton de Ponnagyun. 177 soldats s'enfuient dans le district de Bandarban, au Bangladesh, le 12 mars. Le même jour, le groupe s'est emparé du canton de Ramree après une bataille de trois mois. Le 17 mars, il s'empare de la ville de Rathedaung ainsi que des quartiers généraux des bataillons d'infanterie légère 536, 537 et 538, ce qui porte à 180 le nombre de bases militaires capturées par le groupe, tandis qu'environ 200 soldats survivants fuient la zone. Le 20 mars, le groupe a affirmé que des conscrits rohingyas figuraient parmi les forces de la Tatmadaw décédées après la prise des trois bases. Les habitants de l'État, les militants rohingyas et l'armée de l'Arakan ont également déclaré plus tard que la junte forçait les Rohingyas à manifester contre le groupe. Le 25 mars, l'armée de l'Arakan s'est emparée de la base du bataillon d'infanterie légère 552 dans le township de Buthidaung et du poste avancé de Ta Man Thar dans le township de Maungdaw, où une centaine de membres du personnel de sécurité de la junte se sont rendus. Le même jour, le groupe s'empare du camp militaire de Taung Bazar dans le township de Buthidaung après avoir affronté le 234e bataillon d'infanterie, tuant huit soldats,.
Des affrontements entre l'armée de l'Arakan et la junte éclatent près du quartier général du commandement militaire occidental dans le canton d'Ann et dans le canton de Ngape de la région de Magway le 24 mars, après que la junte a attaqué une base du groupe. Le 26 mars, l'armée de l'Arakan a affronté le bataillon d'infanterie légère 346 et d'autres forces de la junte dans le village de Lone, dans le canton d'Ann, affirmant avoir tué quinze soldats et en avoir blessé quinze autres, tandis que ses propres forces ont été blessées à deux reprises. En outre, il a également attaqué les troupes de la junte dans les villages de Tone Gyi et Chaung Phyar du canton de Ngape, les 26 et 28 mars respectivement, affirmant avoir tué dix soldats et en avoir blessé dix-huit autres. Le groupe déclare également avoir affronté le bataillon d'infanterie légère 563 dans le canton de Myebon,. Narinjara News a cité des résidents déclarant que des soldats et tous les membres de la famille du personnel du bataillon d'infanterie légère 372 et de son unité de ravitaillement dans le canton d'Ann s'étaient retirés vers le siège du commandement militaire occidental le 27 mars, alors que des affrontements avaient lieu dans les villages de Pyaung Thay et Nga Let Kya du canton. Le 2 avril, l'armée de l'Arakan a déclaré qu'elle avait coupé l'accès à la route reliant le canton d'Ann à la ville de Padein, dans la région de Magway.